# Tmetolophota toroneura
Tmetolophota toroneura är en fjärilsart som först beskrevs av Edward Meyrick 1901.  Tmetolophota toroneura ingår i släktet Tmetolophota och familjen nattflyn. Inga underarter finns listade i Catalogue of Life.